# Katja Worch
Katja Worch (* 26. September 1930 in Berlin; † 17. September 2012 in Berlin) war eine deutsche Fotojournalistin.

## Journalistische Tätigkeit
Katja Worch war von 1950 bis 1952 Assistentin bei dem Bildreporter Max Ittenbach mit dem Schwerpunkt Atelierfotografie. 1964 wurde sie Fotografiemeisterin und war danach fast 30 Jahre lang als Bildreporterin für die DDR-Frauenzeitschrift Für Dich tätig.
Worch war beteiligt an der Ausstellung „Utopie und Wirklichkeit – Ostdeutsche Fotografie 1956-1989“, die vom 18. März bis 24. April 2005 in Berlin und von 20. November bis 27. Februar 2005 in Köln zu sehen war. Fotografie in der DDR bewegte sich in den Parametern, die Lebensbedingungen unkaschiert darzustellen sowie das Eigene auch mit Elementen der Komik verknüpft, herauszuarbeiten. Als Beispiel hierfür gilt im Kontext der Ausstellung Katja Worchs Fotoarbeit, die Arbeiter der Leuna-Werke während der Mittagspause beim Seilspringen zeigt.
Über ihre Arbeit sagt sie:

„Seit 25 Jahren arbeite ich bei einer Frauenzeitschrift; merke, wie gut es ist, viel zu wollen und viel zu dürfen – und wie schwer, dies zu verwirklichen. Davon möchte ich mit meinen Bildern erzählen, aufmerksam machen, auf unterschiedliche Arten zu leben, ein wenig mitmachen für eigene Entscheidungen.“

## Rezension
Die Fotografien des Bandes „Frauenbilder“ werden als authentische Abbildungen von Frauen in ihren unterschiedlichen sozialen und emotionalen Facetten herausgestellt. Ebenso gelingt es, eine vergangene Realität in ihren „muffig-spießigen“ Aspekten unverhüllt widerzuspiegeln. (PHOTOPresse)

## Auszeichnung
- 1994: Hedwig-Dohm-Urkunde

## Ausstellungen
- Trau nie dem ersten Blick. Frauenbilder von Katja Worch. DDR 1970 bis 1990. Agentur DDR-Fotoerbe, Berlin[8]

## Ausgewähltes Werk
- Mit Holde-Barbara Ulrich: Frauenbilder: Leben vor '89. Dietz, Berlin 1995, ISBN 3-320-01884-1.